# Kál
Kál è un comune dell'Ungheria di 3.752 abitanti (dati 2001). È situato nella contea di Heves.